# Alfredo Liongoren
Alfredo Liongoren (15 januari 1944) is een prominent Filipijns beeldend kunstenaar. Hij was een van de eerste abstracte kunstenaars van het land. In 1972 was hij een van de kunstenaars die de onderscheiding "Thirteen Artists of the Cultural Center of the Philippines" kregen toegekend. Liongorens werk is een combinatie van abstracte en figuratieve kunst. Hij experimenteerde met materialen als jute, touw, zand en lijm dat hij gebruikte op zijn olieverfschilderijen. 
Liongoren groeide op in de provincie South Cotabato op het zuidelijke Filipijnse eiland Mindanao. Hoewel hij daar in zijn jeugd nauwelijks in aanraking kwam met kunst, raakte hij geïnspireerd door het werk van een lokale letterschilder. Deze letterschilder stimuleerde Alfredo om iets te doen met zijn passie voor kunst. Dit resulteerde uiteindelijk in een inschrijving voor de studie beeldende kunst aan de University of the Philippines. Hij had in de beginfase van zijn carrière veel succes. Hij won diverse wedstrijden waar hij aan meedeed en op 22-jarige leeftijd werd hij door Asia Magazine genoemd als een Aziatisch kunstschilder die in de gaten gehouden moet worden. 
Zijn vroege succes blokkeerde Liongoren en hij trok zich terug in zijn geboorteplaats in South Cotabato. Pas vijf jaar later, in 1971, trad hij weer op de voorgrond met zijn eerste solo voorstelling genaamd 'Panaghoy'. Het jaar daarop won hij de onderscheiding Thirteen Artists of the Cultural Center of the Philippines. 
Nadien onderging hij een transformatie en produceerde vaker figuratief werk. Dit was, zoals hij zelf in een interview aangaf, bewust. Zijn bedoeling was om de boodschap die hij met zijn werk wilde overbrengen beter over te kunnen brengen op het grote publiek.